# Vins-sur-Caramy
 Vins-sur-Caramy  es una población y comuna francesa, en la región de Provenza-Alpes-Costa Azul, departamento de Var, en el distrito de Brignoles y cantón de Brignoles.

## Demografía
| 267 | 272 | 223 | 298 | 492 | 561 |
| Para los censos de 1962 a 1999 la población legal corresponde a la población sin duplicidades (Fuente: INSEE [Consultar]) |     |     |     |     |     |